# داستان عشق راکی و رانی
داستان عشق راکی و رانی (انگلیسی: Rocky and Rani's Love Story) (به هندی: Rocky Aur Rani Kii Prem Kahaani) فیلمی هندی در ژانر کمدی رمانتیک و خانوادگی محصول ۲۰۲۳ به کارگردانی کارن جوهر است. این فیلم توسط دارما پروداکشنز و وایاکام۱۸ استودیوز تهیه و پخش شده و کارن جوهر با این فیلم بعد از ۷ سال به کارگردانی فیلم بلند و جایا باچان بعد از یک دهه به عرصه بازیگری بازگشتند. بازیگران اصلی فیلم رانویر سینگ و آلیا بات، درمندرا، جایا باچان، شبانه اعظمی به همراه توتا روی چودری، چرنی گانگولی (Churni Ganguly)، عامر بشیر و کشیتی جوگ (Kshitee Jog) هستند.
این اولین تجربه کارگردانی کارن بود که در آن از همکار قدیمی‌اش شاهرخ خان استفاده‌ای نکرد.

## فیلم برداری
فیلمبرداری اصلی در بمبئی، دهلی نو و جامو و کشمیر انجام گرفت و در ژوئن ۲۰۲۱ خبر ساخت این فیلم اعلام شد و از اوت ۲۰۲۱ تا مارس ۲۰۲۳ عکاسی اصلی فیلم و اکران آن به دلیل شیوع ویروس کرونا و بارداری آلیا بات به طول انجامید که در نهایت ۲۸ ژولای ۲۰۲۳ این فیلم اکران شد و نقدهای مثبتی را دریافت کرد.

## جوایز
این فیلم در ۴۴ رشته نامزد و در ۷ رشته تقدیر و در ۲۳ رشته برنده جوایز از جشنواره‌های مختلف مانند فیلم فیر و فیلم هند ملبورن و زی سینه آواردز شد.

## گیشه
با بودجه تولیدی بالغ بر ۱۶۰ کرور روپیه (۲۰ میلیون دلار آمریکا) و هزینه بازاریابی ۱۸ کرور روپیه (۲٫۳ میلیون دلار آمریکا)، در مجموع فروشی بیش از ۳۵۵ کرور روپیه (۴۴ میلیون دلار آمریکا) در سراسر جهان به دست آورد که آن را در رتبه نهم پرفروش‌ترین فیلم هندی سال و رتبه هفتم پرفروش‌ترین فیلم بالیوود قرار داد.

## خلاصه داستان
راکی راندهاوا (رنویر سینگ) پسری پنجابی و پولدار و پر انرژی است که به عنوان مدیرعامل آینده بیزنس خانوادگی شیرینی دانلاکشمی به مدیریت مادربزرگ سختگیرش دانلاکشمی راندهاوا (جایا پاچان) کار می‌کند. روزی پدربزرگش کانوال (درمندرا) که بیماری فراموشی دارد در یک مهمانی، زنی را جامینی صدا می‌زند و او را می‌بوسد. راکی با مشورت دکتر برای خوب شدن پدربزرگش می‌خواهد جامینی را پیدا کند و با جستجو در نت رانی چاترجی ( آلیا بات) که مجری اخبار تلویزیون و روشنفکر از خانواده‌ای بنگالی و نوه جامینی (شبنا عظمی) است را پیدا می‌کند. او به همراه دوستش ویکی (آبیناو شارما) پیش رانی رفته و از او درخواست می‌کند مادربزرگش را به دیدن کانوال بياورد. با مطرح کردن ماجرا به جامینی او قبول می‌کند به دیدار عشق قدیمی‌اش برود. کانوال با دیدن جامیلی حالش بهتر می‌شود؛ اما دانلاکشمی آنها را از دیدار دوباره همدیگر منع می‌کند. راکی و رانی تصمیم می‌گیرند این دو را پنهانی به دیدار یکدیگر ببرند و در این بین عشقی میانشان شکل می‌گیرد؛ اما موانعی همچون فرهنگ‌های متفاوت و خانواده‌ها و... سر راه آنها قرار دارد که با پیشنهاد رانی همه چیز تغییر می‌کند.

## تدوین
نسخه اولیه فیلم ۳ ساعت و ۱۲ دقیقه بود که بعد از ۶ ماه تدوین و بررسی‌های متفاوت با بیش از ۵۰۰ شرکت کننده، زمان فیلم به ۲ ساعت و ۴۸ دقیقه کاهش یافت.

## افتخارات
بازی رنویر سینگ و آلیا بات به طور گسترده مورد توجه قرار گرفت و نام هر دو در لیست پانزده بازی برتر سال برده شد. به گفته بالیوود هونگاما، بهات بهترین بازیگر زن سال ۲۰۲۳ نامیده و هندوستان تایمز سینگ را بهترین بازیگر مرد سال ۲۰۲۳ نام برد.

## حاشیه صوتی
موسیقی فیلم توسط پریتام چاکرابورتی ساخته شد و شعرها توسط آمیتاب باتاچاریا نوشته شد.
نخستین تک آهنگ با عنوان «توم کیا میلی» (Tum Kya Mile) در روز ۲۸ ژانویه ۲۰۲۳ منتشر شد. دومین تک آهنگ با عنوان «گوشواره چیه؟» (What Jhumka) با اقتباس از آواز «گوشواره افتاده» (Jhumka Gira Re) مادان موهان مربوط به سال ۱۹۶۶، در روز ۱۲ ژوئیه منتشر شد. سومین تک آهنگ با عنوان «و کاملیا» (Ve Kamleya) در روز ۱۸ ژوئیه منتشر شد، و چهارمین تک آهنگ با عنوان «دیندورا باجه ری» (Dhindhora Baje Re) در روز ۲۴ ژوئیه منتشر گردید. آلبوم کامل که ۱۳ آهنگ را در بر گرفته بود در روز ۳۱ ژوئیه ۲۰۲۳ منتشر شد.
| فهرست آهنگ | فهرست آهنگ                                     | فهرست آهنگ                                         | فهرست آهنگ |
| شماره      | نام                                            | خواننده(ها)                                        | مدت        |
| ---------- | ---------------------------------------------- | -------------------------------------------------- | ---------- |
| ۱.         | «توم کیا میلی» (ویرایش رادیو)                  | آرجیت سینگ، شریا گوشال                             | ۳:۱۲       |
| ۲.         | «گوشواره چیه؟» (یکی از آهنگ‌سازها، مادان موهان) | آرجیت سینگ، جونیتا گاندی، رانویر سینگ              | ۳:۳۳       |
| ۳.         | «و کاملیا»                                     | آرجیت سینگ، شریا گوشال، شاداب فریدی، آلتاماش فریدی | ۴:۰۷       |
| ۴.         | «دیندورا باجه ری»                              | دارشان راوال، بومی تری‌ودی                          | ۴:۱۴       |
| ۵.         | «Ro Lain De»                                   | سونو نیگام، شیلپا رائو                             | ۳:۵۸       |
| ۶.         | «کودمایی»                                      | ساچیت تاندون                                       | ۴:۲۷       |
| ۷.         | «تپش قلب»                                      | دِو نگی                                             | ۳:۲۰       |
| ۸.         | «کاروان‌ مدلی سارگاما»                          | شاشوات سینگ، جونیتا گاندی                          | ۳:۴۳       |
| ۹.         | «توم کیا میلی»                                 | آرجیت سینگ, شریا گوشال                             | ۴:۳۷       |
| ۱۰.        | «و کاملیا» (نسخه صوفی)                         | شاداب فریدی، آلتاماش فریدی، آسیس کائور             | ۵:۲۱       |
| ۱۱.        | «توم کیا میلی» (آواز زنانه)                    | شریا گوشال                                         | ۳:۵۷       |
| ۱۲.        | «کودمایی» (نسخه فیلم)                          | Shahid Mallya                                      | ۴:۲۵       |
| ۱۳.        | «و کاملیا» (Redux)                             | توشار جوشی، شریا گوشال                             | ۵:۲۷       |
| ۱۴.        | «Rani's Intro Theme»                           | پریتام چاکرابورتی, Brianna Supriyo                 | ۱:۵۴       |
| مجموع مدت: | مجموع مدت:                                     | مجموع مدت:                                         | ۵۶:۲۱      |